# 劉淦權
劉淦權（英語：David Lau Kam-kuen，1966年9月6日—），香港公務員，現職司法機構助理政務長(政策支援)，曾擔任屯門民政事務專員。劉在1992年加入香港政府任職政務主任，曾在運輸局、政務總署、民政事務總署、工商局、政制事務局、衞生福利及食物局及財經事務及庫務局等政策局及部門工作。在2001年至2002年擔任環境食物局首席助理局長期間，他曾主理非食肆食物業的發牌、中環街市重建等事宜。劉其後調任保安局首席助理秘書長。自保安局卸任後，他在2012年5月7日接替張國財出任屯門民政事務專員，至2016年1月24日由馮雅慧所接替。劉隨即調至司法機構擔任助理政務長，期間曾處理《家事訴訟程序條例草案》的制定，以統一處理家事和婚姻訴訟的相關法庭程序。